# Atrypanius irrorellus
Atrypanius irrorellus là một loài bọ cánh cứng trong họ Cerambycidae.